# Adenomera andreae
Espèce
Synonymes
- Leptodactylus andreae Müller, 1923

Statut de conservation UICN

 LC  : Préoccupation mineure
Adenomera andreae est une espèce d'amphibiens de la famille des Leptodactylidae.

## Répartition
Cette espèce se rencontre entre le niveau de la mer et 400 m d'altitude en Amazonie. Elle est présente en Bolivie, au Brésil, en Colombie, en Équateur, en Guyane, au Guyana, au Pérou, au Suriname et au Venezuela,.

## Publication originale
- Müller, 1923 : Neue oder seltene Reptilien und Batrachier der Zoologischen Sammlung des bayrischen Staates. Zoologischen Anzeiger, vol. 57, no 3/4, p. 39-61 (texte intégral).